# Georges III de Leuchtenberg
Georges III, comte de Leuchtenberg (13 décembre 1502 - 21 mai 1555) est comte de Leuchtenberg de 1531 à 1555. Il succède à son père Jean IV de Leuchtenberg comme comte.

## Biographie
Après avoir terminé ses études, il devient conseiller et trésorier de l'empereur Charles V et combat à la bataille de Pavie. Son poste exige qu'il fournisse des chevaux et des chevaliers pour le duc Louis X de Bavière et à l'empereur pendant la guerre contre l'Empire ottoman. Il emprunte les chevaliers et chevaux, ainsi que 14000florins à l'électeur palatin Othon-Henri du Palatinat.
En 1546, Georges III et de l'électeur palatin Frédéric III du Palatinat signent le traité de Heidelberg, qui définit la frontière entre Leuchtenberg et le palatinat et les privilèges de Leuchtenberg. Georges, le frère de Christophe de Leuchtenberg (d. 1554) commande la cavalerie de l'armée d'Albert II Alcibiade de Brandebourg-Culmbach. Christophe et Albert empruntent à Georges, et ce dernier est évoqué devant la Chambre impériale pour violation de la paix. Il a temporairement la main sur la Seigneurie de Grünsfeld et doit indemniser les victimes du pillage et le pillage. Son frère Christophe meurt dans la pauvreté dans une maison d'hôtes à Ratisbonne. Son deuxième frère Hans est mentalement malade et vit la plupart de sa vie avec sa sœur à Wallerstein.

## Mariage et descendance
Georges III se marie le 29 septembre 1527 au Château de Plassenburg avec Barbara de Brandebourg-Ansbach-Culmbach, fille du margrave Frédéric II de Brandebourg-Ansbach. Avec elle il a quatre enfants :
- Georges IV (d. 1553) ;
- Louis Henri (1529-1567), comte de Leuchtenberg, marié en 1549 avec la comtesse Mathilde de la Marck-Arenberg (1530-1603) ;
- Élisabeth de Leuchtenberg (1537-1579), mariée en 1559 avec le comte Jean VI de Nassau-Dillenbourg (1536-1606) ;
- Barbara.